# (73271) 2002 JH51
(73271) 2002 JH51 – planetoida z pasa głównego asteroid okrążająca Słońce w ciągu 3,45 lat w średniej odległości 2,28 j.a. Została odkryta 9 maja 2002 roku.